# Schizooura
Schizooura é um gênero monotípico extinto de aves do grupo Euornithes que viveram durante o Cretáceo Inferior, descobertos em Jianchang, oeste de Liaoning, na China. Seus restos foram descobertos em depósitos da Formação Jiufotang, datados de 120 milhões de anos atrás.